# Дървесна стърчиопашка
Дървесната стърчиопашка (Dendronanthus indicus) е вид птица от семейство Стърчиопашкови (Motacillidae), единствен представител на род дървесни стърчиопашки (Dendronanthus).

## Разпространение
Видът е разпространен в Бангладеш, Бутан, Бруней, Виетнам, Индия, Индонезия, Камбоджа, Китай, Лаос, Малайзия, Мианмар, Русия, Северна Корея, Сингапур, Тайланд, Шри Ланка, Южна Корея и Япония.